# Orlando Méndez-Valdez
Orlando Homer Méndez-Valdez (San Antonio, 29 aprile 1986) è un ex cestista e dirigente sportivo statunitense con cittadinanza messicana.

## Carriera
Con il Messico ha disputato i Campionati mondiali del 2014 e due edizioni dei Campionati americani (2013, 2015).